# 土成町秋月
土成町秋月（どなりちょうあきづき）は、徳島県阿波市の大字。2010年10月1日現在の人口は413人、世帯数は126世帯。郵便番号は〒771-1501。

## 地理
阿波市の南部に位置。南・西・東は土成町水田に囲まれ、北はわずかに土成町浦池に接する。讃岐山脈と南面する扇状地からなっている。中央部を徳島県道139号船戸切幡上板線、南部を徳島県道12号鳴門池田線が横切っている。
中世には阿波国の中心地として栄えたといい、秋月という地名も古い。そのため、地内には多くの史跡が残っており、秋月城址、安国寺跡、細川和氏の墓（輪蔵庵）などがある。

### 河川
- 指谷川

### 小字
- 伊月
- 乾
- 蛭子
- 月成
- 中ノ王子
- 毘沙門
- 明月

## 歴史
- 2005年（平成17年）4月1日 - 板野郡土成町が吉野町・阿波郡市場町・阿波町と合併して阿波市となり、住所表記は「板野郡土成町秋月」から「阿波市秋月」となる。
- 2007年（平成19年）1月1日 - 住所表記に「土成町」が復活し、現在の表記となる。

## 施設
- Jクラシックゴルフクラブ
- 秋月城址
- 安国寺跡
- 細川和氏の墓（輪蔵庵）
- 蛭子神社
- 御嶽神社

## 交通

### 道路
都道府県道
- 徳島県道12号鳴門池田線
- 徳島県道139号船戸切幡上板線